# デスティヴリー・ボナルー
『デスティヴリー・ボナルー』（Desitively Bonnaroo）は、ドクター・ジョンが1974年に発表した7作目のスタジオ・アルバム。

## 解説
前作『イン・ザ・ライト・プレイス』と同様、アラン・トゥーサンがプロデューサーを務め、ミーターズのメンバー4人が全面参加した。
本作からのシングル「ライト・アウェイ」は全米92位に達した。収録曲「レッツ・メイク・ア・ベター・ワールド」は、アメリカ映画『穴/HOLES』（2003年公開）のサウンドトラックで使用された。

## 収録曲
特記なき楽曲はマック・レベナック（ドクター・ジョン）作詞・作曲。
1. クイッターズ・ネヴァー・ウィン - "Quitters Never Win" - 3:14
2. ステアリン - "Stealin'" - 3:29
3. ホワット・カムズ・アラウンド - "What Come Around (Goes Around)" - 3:10
4. ミー・マイナス・ユー・イコール・ロンリネス - "Me Minus You Equals Loneliness" - 3:03
5. モスコシアス - "Mos' Scocious" - 2:45
6. ライト・アウェイ - "(Everybody Wanna Get Rich) Rite Away" - 2:40
7. レッツ・メイク・ア・ベター・ワールド - "Let's Make a Better World" (Earl King) - 2:54
8. アー・ユー・フォー・リアル - "R U 4 Real" - 4:51
9. シング・アロング・ソング - "Sing Along Song" - 2:40
10. キャント・ゲット・イナフ - "Can't Git Enuff" - 2:58
11. ゴー・テル・ザ・ピープル - "Go Tell the People" (Allen Toussaint) - 3:03
12. デスティヴリー・ボナルー - "Desitively Bonnaroo" (Jesse Hill, Mac Rebennack) - 2:30

## 参加ミュージシャン
- ドクター・ジョン - ボーカル、ピアノ、ギター
- ミーターズ
  - レオ・ノセンテリ - ギター
  - アート・ネヴィル - オルガン
  - ジョージ・ポーターJr. - ベース
  - ジョセフ・モデリスト - ドラムス
- ゲイリー・ブラウン - サックス、クラリネット
- マーク・コルビー - サックス、クラリネット
- ウィット・サイドナー - サックス
- ピーター・グレイヴス - トロンボーン、ユーフォニアム
- ケン・フォールク - トランペット、フリューゲルホルン
- アラン・トゥーサン - プロデュース、キーボード、パーカッション、アレンジメント、バッキング・ボーカル
- ロビー・モンゴメリー – バッキング・ボーカル
- ジェシー・スミス - バッキング・ボーカル